# Comando Conjunto de Operaciones Especiales (Estados Unidos)
El Comando Conjunto de Operaciones Especiales (en inglés: Joint Special Operations Command, JSOC), es un comando del Comando de Operaciones Especiales de los Estados Unidos (USSOCOM) encargado de estudiar las técnicas y los requisitos de operaciones especiales para asegurar la interoperabilidad y la estandarizacón del equipo, planear y dirigir entrenamiento y ejercicios de operaciones especiales, y desarrollar Tácticas de Operaciones Especiales Conjuntas. Fue establecido en 1980 por recomendación del coronel Charlie Beckwith, a raíz del fracaso de la Operación Garra de Águila. Sus bases están establecidas en el Pope Army Air Field y en Fort Bragg en Carolina del Norte, Estados Unidos. Al JSOC se le atribuye la coordinación de la Operación Gerónimo que acabó con la muerte de Osama bin Laden el 1 de mayo de 2011 cerca de Islamabad, Pakistán.

## Historial de operaciones
Operación Libertad Duradera - Afganistán
JSOC realizó incursiones en Afganistán. El número no se conoce públicamente, pero se estima que se cuentan por cientos. Varias han sido documentadas en el documental de 2013 Dirty Wars de Jeremy Scahill y en otros informes. En una incursión de 2010 en Gardez, tropas del JSOC mataron a un comandante de policía entrenado por EE. UU., a otro hombre, y a tres mujeres, dos de ellas embarazadas, que acudieron en ayuda de los hombres. El entonces comandante del JSOC, William McRaven, visitó a la familia afectada, les ofreció una oveja en compensación y se disculpó.
Operación Libertad Iraquí
En mayo de 2003, elementos del Grupo de Tareas 20 (TF 20) permanecieron en Irak tras la invasión y se enfocaron en la búsqueda de insurgentes exbaazistas de alto valor bajo el mando directo del JSOC. En julio de 2003, el Grupo de Tareas 5 (anteriormente Grupo de Tareas 11) y el Grupo de Tareas 20 se fusionaron para formar el Grupo de Tareas 21, más tarde renombrado como Grupo de Tareas 121.
El 11 de enero de 2007, el presidente Bush se comprometió en un discurso importante a "buscar y destruir las redes que proveen armamento avanzado y entrenamiento a nuestros enemigos en Irak". En algún momento de 2007, el JSOC comenzó a realizar operaciones transfronterizas en Irán desde el sur de Irak con la CIA. Estas operaciones incluían capturar a miembros de Al-Quds, el brazo de comandos de la Guardia Revolucionaria Iraní, y llevarlos a Irak para interrogarlos, así como la búsqueda, captura o eliminación de objetivos de alto valor en la guerra contra el terrorismo.
Operaciones en Pakistán
Según The Washington Post, el comandante del JSOC, el teniente general Stanley McChrystal, operaba en 2006 bajo el entendimiento con Pakistán de que las unidades estadounidenses no ingresarían a Pakistán, excepto en circunstancias extremas, y que Pakistán negaría haber dado permiso si se descubría.
Según un informe de noviembre de 2009 en The Nation, JSOC, junto con Blackwater/Xe, tenía un programa de drones, junto con operaciones de captura/asesinato, basadas en Karachi y llevadas a cabo dentro y fuera de Pakistán.
En octubre de 2009, cables diplomáticos filtrados de la embajadora de EE. UU. en Pakistán, Anne W. Patterson, indican que el ejército pakistaní aprobó la incorporación de Fuerzas Especiales estadounidenses, incluidos elementos del Comando Conjunto de Operaciones Especiales, con el ejército pakistaní para brindar apoyo en operaciones en el país. La filtración reveló que los elementos del JSOC participaron en la recolección de inteligencia y vigilancia y en el uso de la tecnología de drones UAV.
JSOC es reconocido por coordinar la Operación Lanza de Neptuno, que mató a Osama bin Laden el 1 de mayo de 2011.
Operación Libertad Duradera – Cuerno de África e insurgencia de Al-Qaeda en Yemen
El 30 de septiembre de 2011, JSOC dirigió un ataque aéreo que mató a Anwar al-Awlaki, un clérigo de Al-Qaeda y ciudadano estadounidense y yemení. Después de varios días de vigilancia de al-Awlaki por la Agencia Central de Inteligencia, drones armados despegaron desde una nueva base secreta estadounidense en la Península Arábiga, cruzaron hacia el norte de Yemen y lanzaron una ráfaga de misiles Hellfire contra el vehículo de al-Awlaki. Samir Khan, un miembro de Al-Qaeda y editor de la revista yihadista Inspire, también murió en el ataque. El ataque combinado CIA/JSOC fue el primero en Yemen desde 2002.
El 28 de octubre de 2013, un ataque con drones del JSOC en un vehículo cerca de la ciudad de Jilib en Lower Shabelle mató a dos miembros de alto rango de Al-Shabaab. Evidencia preliminar sugirió que uno de ellos era Ibrahim Ali (también conocido como Anta), un especialista en explosivos conocido por su habilidad en la fabricación y uso de bombas caseras y chalecos suicidas. La administración estadounidense ha sido reticente a usar ataques con drones en Somalia. La reticencia se centraba en parte en la cuestión de si Al-Shabaab—que no ha intentado llevar a cabo un ataque en suelo estadounidense—podría ser legalmente el objetivo de operaciones letales por parte de los militares o la CIA.
Según The New York Times, el gobierno de Yemen prohibió las operaciones militares con drones después de una serie de ataques fallidos de JSOC, el último de los cuales fue un ataque en diciembre de 2013 que mató a numerosos civiles en una ceremonia de boda. A pesar de la prohibición de las operaciones militares con drones, el gobierno de Yemen permitió que continuaran las operaciones de la CIA.
Operación Resolución Inherente
El 25 de marzo de 2016, las Fuerzas de Operaciones Especiales en Siria mataron al comandante del EIIL Abu Ala al-Afri.
Operación Kayla Mueller
El 26 de octubre de 2019, la Fuerza Delta del JSOC realizó una incursión en la provincia de Idlib en Siria, cerca de la frontera con Turquía, que resultó en la muerte de Ibrahim Awad Ibrahim Ali al-Badri al-Samarrai, también conocido como Abu Bakr al-Baghdadi. La operación fue lanzada basada en inteligencia recopilada por el Centro de Actividades Especiales de la CIA que localizó al líder del ISIS. Después de la llegada, Baghdadi se suicidó al detonar un chaleco explosivo, matándose a sí mismo y a tres de sus hijos.
Muerte de Abu Ibrahim al-Hashimi al-Qurashi
El 3 de febrero de 2022, el presidente de EE. UU., Joe Biden, anunció que una incursión realizada por el JSOC en la ciudad de Atme, en el noroeste de Siria, cerca de la frontera con Turquía, mató al segundo líder del ISIS, Abu Ibrahim al-Hashimi al-Qurashi. Al-Qurashi se suicidó al detonar una bomba, matándose a sí mismo y a 12 personas más, muchas de las cuales eran miembros de su familia.

## Comandantes del JSOC
| Rango y nombre          | Inicio del mandato  | Final del mandato   |
| ----------------------- | ------------------- | ------------------- |
| MG Richard Scholtes     | Diciembre de 1980   | Agosto de 1984      |
| MG Carl Stiner          | Agosto de 1984      | Enero de 1987       |
| MG Gary E. Luck         | Enero de 1987       | Diciembre de 1989   |
| MG Wayne A. Downing     | Diciembre de 1989   | Agosto de 1991      |
| MG William F. Garrison  | 1992                | Julio de 1994       |
| MG Peter J. Schoomaker  | Julio de 1994       | Agosto de 1996      |
| MG Michael Canavan      | 1 de agosto de 1996 | 1 de agosto de 1998 |
| LTG Bryan D. Brown      | 1998                | 2000                |
| LTG Dell L. Dailey      | 2001                | Marzo de 2003       |
| LTG Stanley McChrystal  | Septiembre de 2003  | Junio de 2008       |
| VADM William H. McRaven | Junio de 2008       | presente            |
| MG Joseph Votel         | 2011                |                     |